# Paide
Paide (en alemán: Weißenstein, en polaco: Biały Kamień) es una ciudad de Estonia, capital del condado de Järva.
Se sitúa en el centro de Estonia, motivo por el cual se ha acuñado como lema de la ciudad “Paide Corazón de Estonia” (en estonio: Paide Eestimaa süda).

## Toponimia
El origen de la palabra Paide se encuentra en la piedra caliza que abunda en la zona, esta piedra blanca, llamada en estonio paas o paekivi, ha dado el nombre a la ciudad en estonio Paede, Paide, y en otros idiomas como el alemán Wittenstein, Weißenstein.
El nombre se utilizaba para designar tanto al castillo, construido con esta piedra, como a la población que comenzó a surgir a su alrededor.
El primer documento del que se tiene constancia donde se menciona a Paide data del año 1265.
La población de Paide tomó relevancia a partir del año 1291 al serle otorgados los derechos de ciudad, convirtiéndose en una de las primeras ciudades en Estonia. 

## Historia

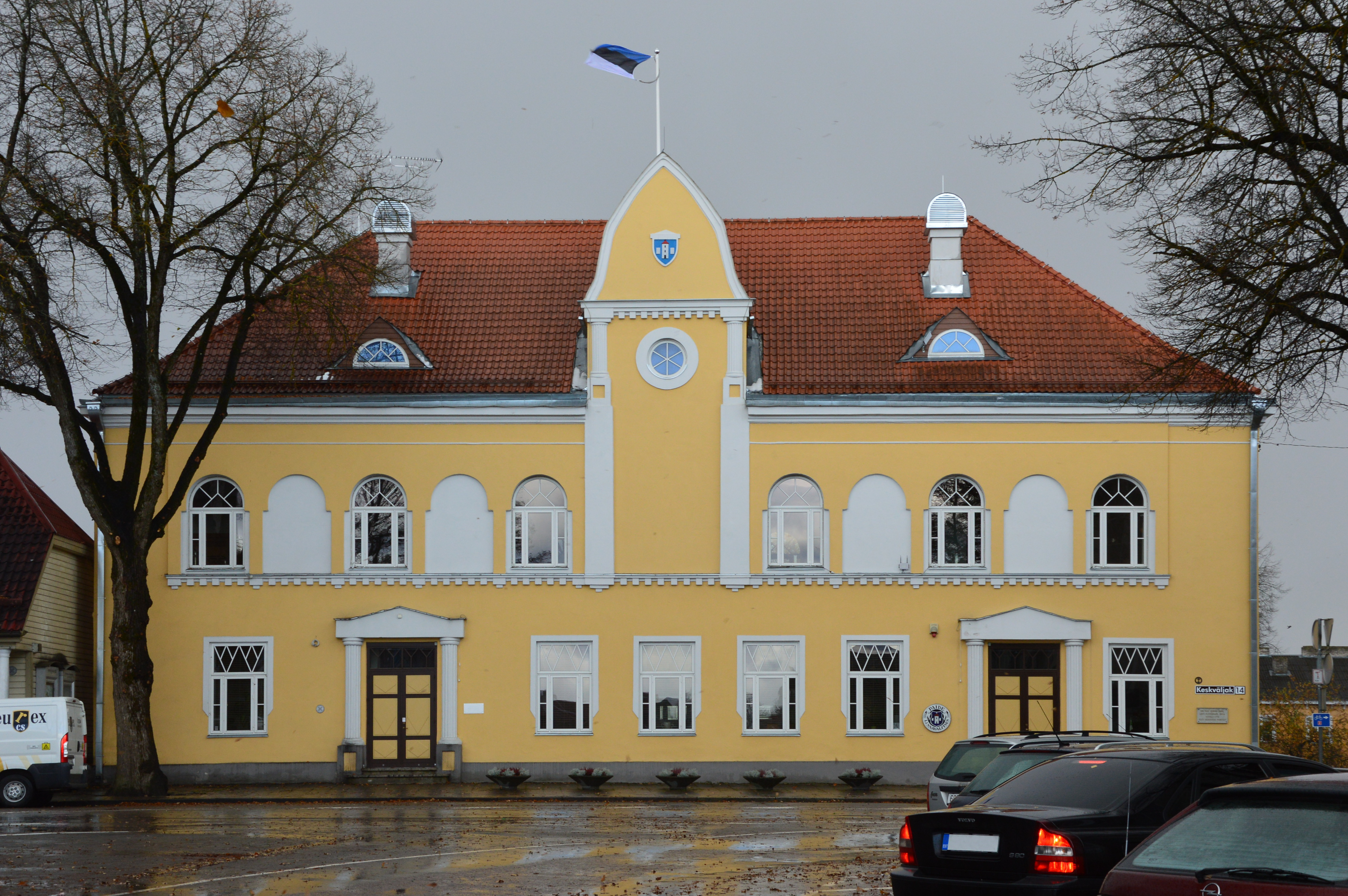

El origen de la ciudad se encuentra en el castillo que los caballeros de la orden de Livonia construyeron en 1265. El emplazamiento está ubicado en el centro de una rica llanura, además de encontrarse en un punto estratégico en medio de un cruce de vías de comercio. El maestre de la orden Konrad von Mandern comenzó a construir la fortaleza en la colina Vallimägi. Erigiendo encima una torre octagonal la Pikk Hermnann. 
A Paide le fueron concedidos los derechos de ciudad el 30 de septiembre de 1291. En aquel momento la población contaba con unos pocos de centenares de habitantes. Siendo una de las primeras ciudades estonas en serle concedidos dichos derechos.
Enmarcado dentro del levantamiento que el pueblo estonio protagonizó entre los años 1343 y 1345, el castillo fue el escenario del asesinato de los cuatro reyes estonios, estos eran los líderes que los campesinos habían designado para negociar con los caballeros de la Orden de Livonia durante las revueltas del llamado levantamiento de la Noche de San Jorge. 
Durante la guerra de Livonia (1558-1583), Paide sufrió mucho al ser constantemente atacada y ocupada por uno y otro bando. Los rusos la asediaron varias veces hasta que en 1573 lograron tomarla. En 1581 fueron los suecos los que tomaron la ciudad, que más tarde sería ocupada por los polacos, para definitivamente ser conquistada y destruida por Suecia en 1608, eliminando a Paide de entre las ciudades independientes. 
Desde la Guerra de Livonia Paide y toda la zona entró en un periodo de decadencia, de la que se comenzaría a recuperar ya en la época zarista, siglo XVI, al vérsele reconocidos de nuevo los derechos de ciudad. En la década de 1860 muchos granjeros emigraron del condado de Järva hacia Rusia en busca de tierras.
En la guerra de independencia (1918-1920), el ejército rojo ocupó parte de Estonia llegando cerca de Paide, pero finalmente este fue rechazado.
En una Estonia ya independiente se comenzó la construcción de la línea ferroviaria que uniría Türi y por tanto Paide (que se encuentra a siete kilómetros) con las principales rutas del país. 
Durante la guerra fría se levantó a diez kilómetros al este de Paide la base aérea de Koigi, de la cual permanece muy poco ya que fue desmantelada al final de la guerra fría y convertida en tierras de labrantío. 

## Geografía
La ciudad de Paide se encuentra en el centro de Estonia, y está situada a 93 km al sureste de Tallin, a 103 km al noroeste de Tartu y 99 kilómetros al noreste de Pärnu. Algunas distancias con respecto a otras capitales de Estonia son las siguientes; Jõgeva 74 km, Põltsamaa 45 km, Rapla 62 km y Viljandi 70 km.
Paide limita al norte, este y sur con el municipio rural del mismo nombre Paide, al suroeste con Türi y al oeste con Väätsa. Al sur de la ciudad pasa el río Pärnu y al este se ha creado un lago artificial, con fines recreativos.
La ciudad de Paide (en estonio Paide linn) no sólo alberga sus propios centros administrativos sino que además es la sede de los centros administrativos del vecino municipio rural de Paide (en estonio Paide vald).
La población es hoy de alrededor de 10 000 habitantes, y el área de la ciudad abarca 10.1 km².

## Clima
| Parámetros climáticos promedio de Haapsalu | Parámetros climáticos promedio de Haapsalu | Parámetros climáticos promedio de Haapsalu | Parámetros climáticos promedio de Haapsalu | Parámetros climáticos promedio de Haapsalu | Parámetros climáticos promedio de Haapsalu | Parámetros climáticos promedio de Haapsalu | Parámetros climáticos promedio de Haapsalu | Parámetros climáticos promedio de Haapsalu | Parámetros climáticos promedio de Haapsalu | Parámetros climáticos promedio de Haapsalu | Parámetros climáticos promedio de Haapsalu | Parámetros climáticos promedio de Haapsalu | Parámetros climáticos promedio de Haapsalu |
| Mes                                        | Ene.                                       | Feb.                                       | Mar.                                       | Abr.                                       | May.                                       | Jun.                                       | Jul.                                       | Ago.                                       | Sep.                                       | Oct.                                       | Nov.                                       | Dic.                                       | Anual                                      |
| ------------------------------------------ | ------------------------------------------ | ------------------------------------------ | ------------------------------------------ | ------------------------------------------ | ------------------------------------------ | ------------------------------------------ | ------------------------------------------ | ------------------------------------------ | ------------------------------------------ | ------------------------------------------ | ------------------------------------------ | ------------------------------------------ | ------------------------------------------ |
| Temp. máx. media (°C)                      | -3                                         | -2                                         | 2                                          | 11                                         | 16                                         | 19                                         | 23                                         | 22                                         | 16                                         | 9                                          | 2                                          | -2                                         | 9.4                                        |
| Temp. mín. media (°C)                      | -6                                         | -7                                         | -6                                         | 1                                          | 5                                          | 8                                          | 12                                         | 11                                         | 6                                          | 3                                          | -1                                         | -5                                         | 1.8                                        |
| Fuente: MSN.com 2008                       |                                            |                                            |                                            |                                            |                                            |                                            |                                            |                                            |                                            |                                            |                                            |                                            |                                            |

## Lugares de interés
El centro histórico de Paide alberga algunos monumentos de importancia como son la antigua fortaleza medieval con la torre Pikk Hermann situados sobre la colina Vällimagi. Alrededor de esta se extiende el centro de la ciudad que aún conserva algunas edificaciones antiguas en buen estado. 
La plaza central Keskväljak ha preservado la forma básica de un mercado. En su lado norte se encuentra la iglesia de la santa cruz y al sur el ayuntamiento. 
Otros atractivos de Paide son las numerosas esculturas realizadas con piedra caliza que se encuentran repartidas por toda la ciudad, el monumento dedicado a la sublevación de la noche de San Jorge, el granero comunal rectangular construido en 1786 en la parte oeste de la colina, y el anfiteatro construido en 1991. 

### Castillo de Paide y torre Pikk Hermann

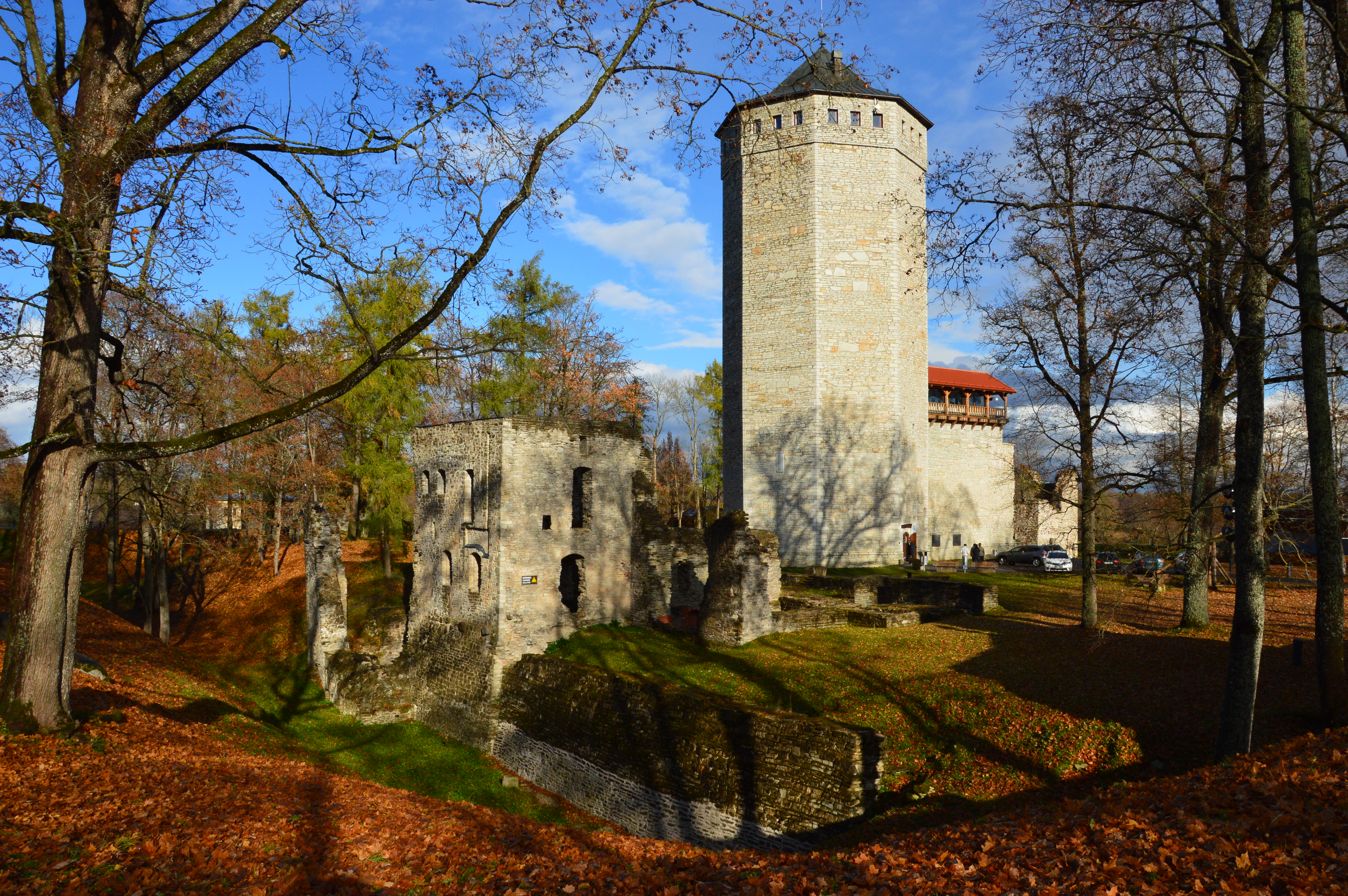
El castillo de Paide.

El castillo de Paide, auténtico precedente de la ciudad, fue construido en la Edad Media como una pieza más del sistema de fortificaciones que los caballeros alemanes de la orden de los Hermanos Livonios de la Espada crearon en lo que hoy es Estonia, en su expansión desde el sur.
Su construcción comenzó en 1265 bajó la dirección del maestre de la orden Konrad von Mandern, el principal material empleado en su construcción fue la piedra caliza. Alrededor del castillo se levantó una muralla de 2 metros. La fortaleza experimentaría múltiples ampliaciones y mejoras a lo largo de los siglos XIV y XV, con el añadido de nuevas torres y el aumento de la altura de las murallas.
El castillo quedó en ruinas durante la guerra de Livonia y parece ser que desde entonces no se volvió a utilizar con fines bélicos. De hecho en 1638 Paide fue eliminada de entre las ciudades poseedoras de un castillo.
Actualmente del recinto sólo se conservan restos, aunque la planta del edificio se distingue claramente. De este estado ruinoso únicamente se salva la torre Pikk Hermann, (Torre del Talud Hermann), auténtico símbolo de la ciudad.
La torre actual fue construida en 1625 por la orden de Livonia, posee una altura de 30 m y sus muros tienen un grosor de casi tres metros.
A finales del siglo XIX se llevó a cabo la restauración de la torre Pikk Hermann y de la puerta occidental, emplazándose en la colina del castillo un parque en 1913. En 1941, durante la Segunda Guerra Mundial la torre fue destruida por el ejército soviético.
Tras la independencia de Estonia y con motivo de la celebración del 650.º aniversario del levantamiento de la noche de san Jorge, se volvió a restaurar la torre.
En la actualidad la torre de siete plantas aloja el museo de Historia del condado de Järvamaa. El piso superior alberga una plataforma cerrada con vistas a la ciudad.

### La iglesia de la santa cruz de Paide

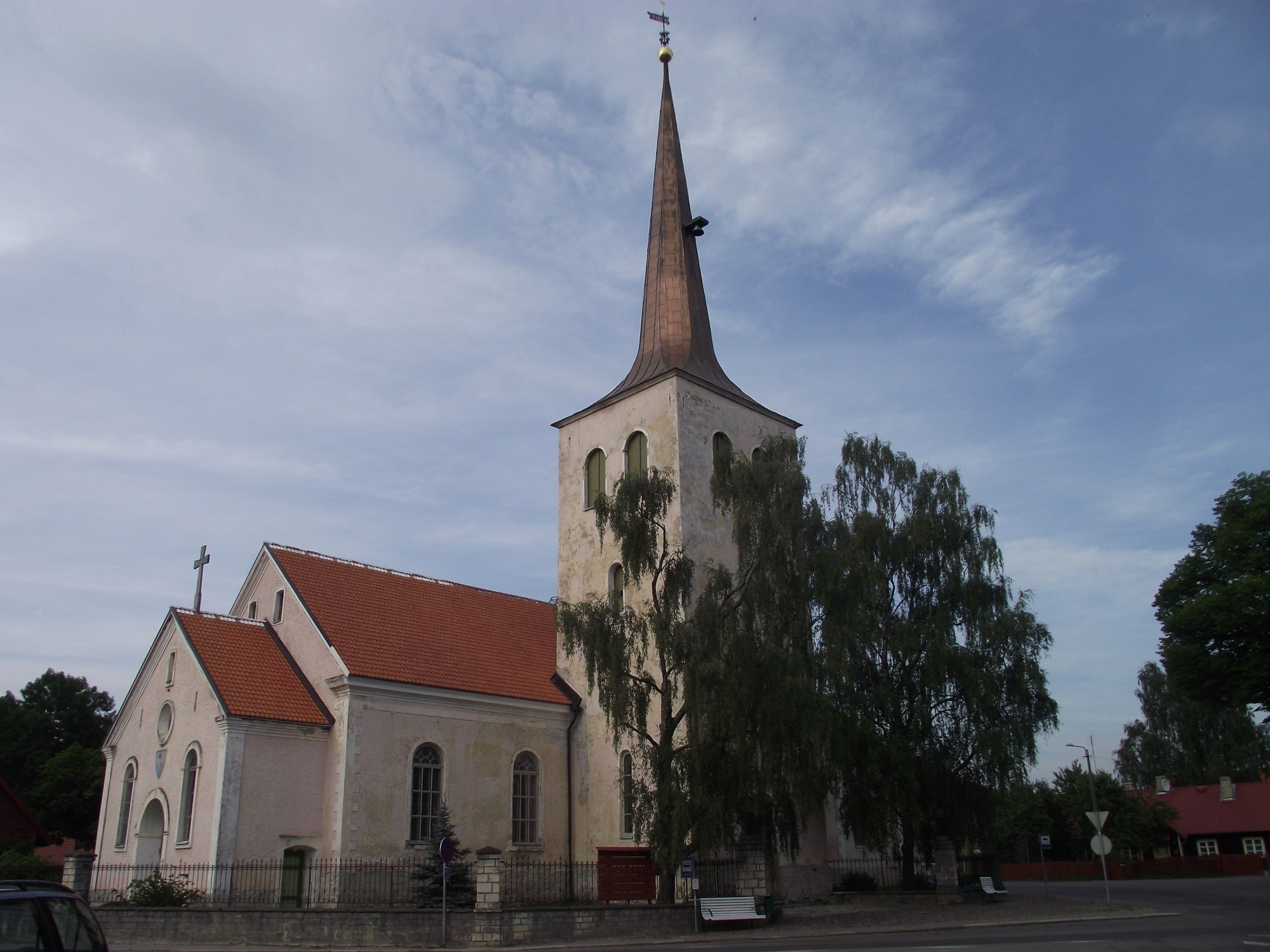
Iglesia de la santa cruz

Las primeras iglesias de Paide se ubicaron dentro del castillo, en el siglo XIII, el material empleado para su construcción fue la madera razón por la cual no se conservan restos. En 1767 se comenzó la construcción de una nueva iglesia de piedra, aunque un incendio la destruyó en 1845. Entre los años 1847 y 1848 Johann Gottfried Mühlenhausen edificó la actual iglesia, un edificio tardo clasicista, con elementos neobarrocos. La iglesia de Paide es única en Estonia debido a la disposición excepcional de su torre, situada en el centro de la fachada, en vez de en el tradicional lado oeste. La ubicación de la torre es la solución que encontró el arquitecto para poder levantar la iglesia sobre los cimientos de la antigua iglesia.
También es original el mecanismo del reloj de la torre de la iglesia ya que una parte de este está construido en madera. Los vitrales de las ventanas fueron hechos, en 1901, por Ernest Tode en Riga y probablemente son los únicos que se conservan íntegros en toda Estonia hoy día. Además posee un mural de Agust Roosileht, realizado es 1928.

### Ayuntamiento
El ayuntamiento ocupa el edificio que a principios del siglo XIX pertenecía a un ciudadano de la ciudad. En 1913 el edificio pasó a formar parte de la Paide. La restauración del edificio se llevó a cabo en 1920 tras la independencia de la Rusia zarista, agregándosele una planta superior y una fachada modernista

## Cultura y ocio

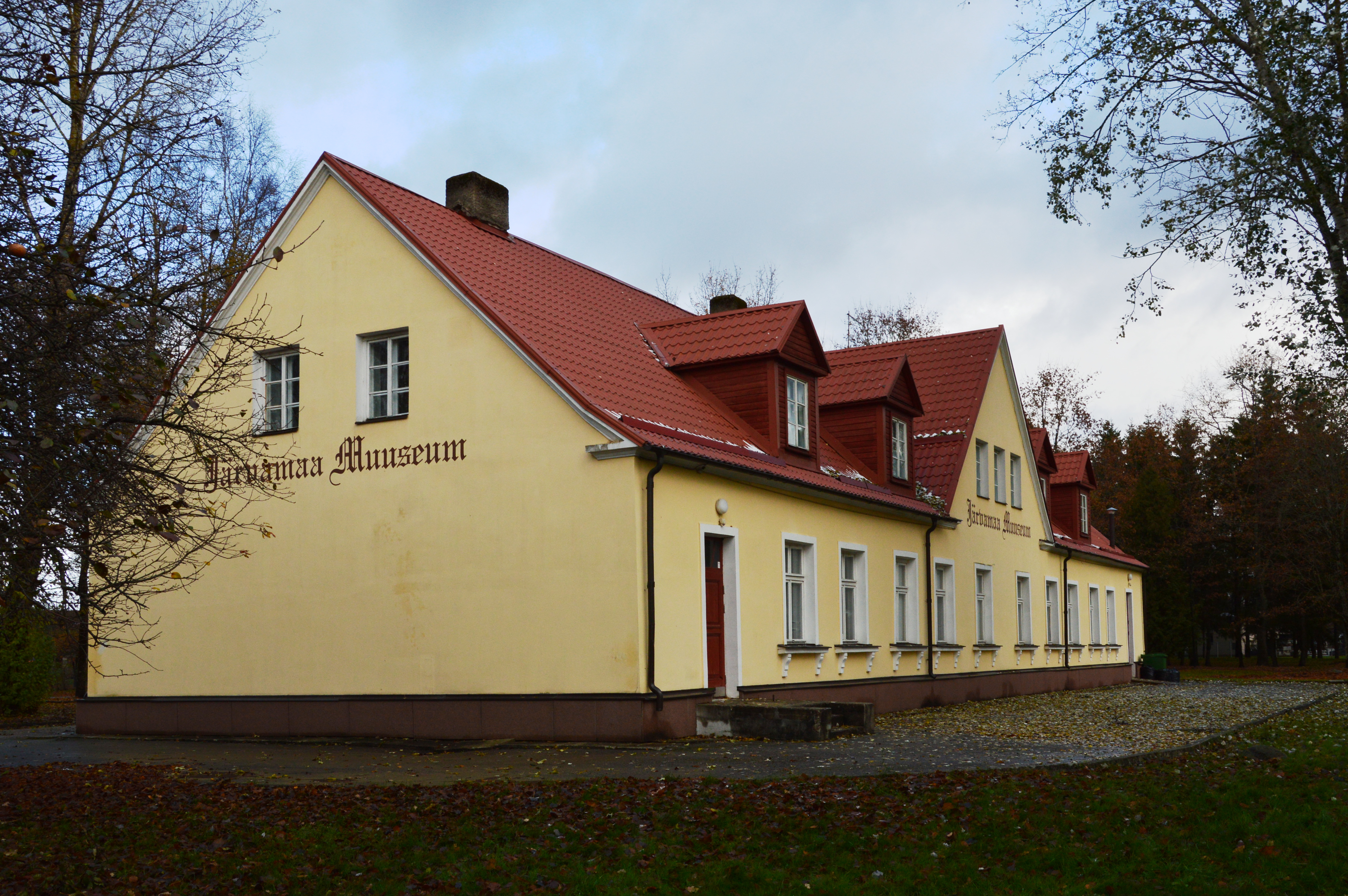
Museo de Järvamaa.

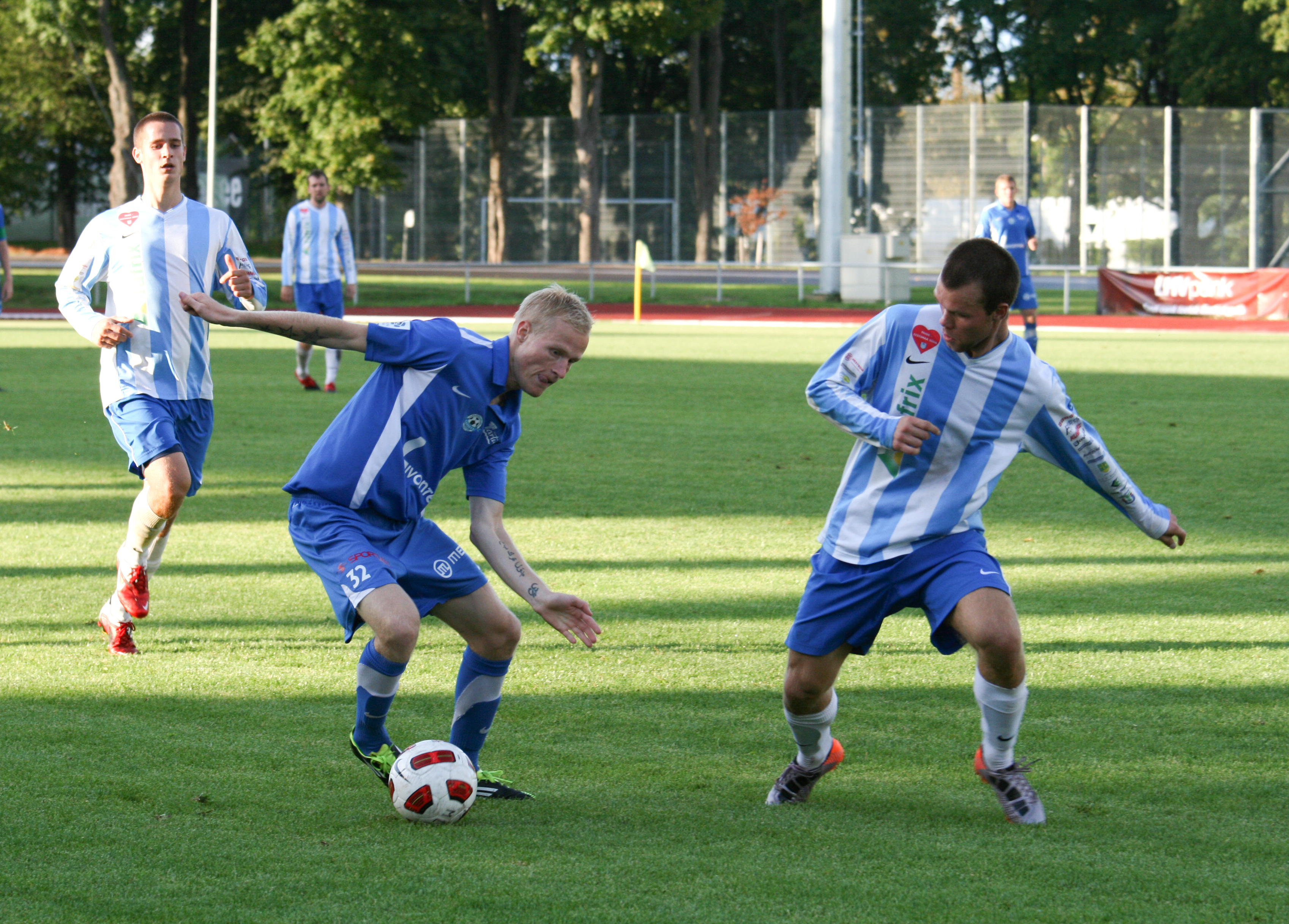
Paide Linnameeskond

- Museo de Järvamaa en paide, fundado en 1905, es el más antiguo de Paide y está situado en el parque de Lembitu en el centro de la ciudad. Además parte de este museo se halla también en la torre Pikk Hermann, donde existe una exposición permanente sobre la historia antigua del condado.

El museo abarca aspectos de la naturaleza y la historia de Paide y Järvamaa, como por ejemplo la recreación de una antigua farmacia del siglo XVIII, la habitación de una casa señorial etc.
- Festival internacional de la piedra caliza.

Debido al vínculo que Paide ha tenido con la piedra caliza se celebran en la ciudad los días de la piedra caliza a principios de julio. Durante 10 días los artistas se dedican a crear esculturas que luego se ubican en la ciudad. 
Además en Paide también se celebra un festival de música y un Rally

## Personajes ilustres
- Johannes Hesse, misionero. Padre de Hermann Hesse
- Arvo Pärt, compositor
- Ita Ever, actriz de teatro y cine.
- Carmen Kass, Top model. No nació en Paide pero pasó su niñez aquí.
- Carl Hermann Hesse, abuelo de Hermann Hesse ejerció en Paide de médico, y su tumba se encuentra en el cementerio de Paide en Reopalu.

## Ciudades hermanadas
| Alemania                 | Annaberg-Buchholz    | 1992 |
| Dinamarca                | Fredensborg-Humlebæk | 1997 |
| Suecia                   | Habo                 | 1997 |
| Finlandia                | Hamina               | 1989 |
| República Checa          | Havířov              |      |
| Noruega                  | Nittedal             | 1992 |
| Ucrania                  | Pereyáslav           | 2003 |
| Finlandia                | Vehkalahti           | 1989 |
| Estados Unidos, Maryland | Westminster          | 2000 |